# NGC 6823
NGC 6820 är en liten emissionsnebulosa, ungefär 5 grader sydost om den öppna hopen Stock 1 ligger den nära den öppna hopen NGC 6823 i stjärnbilden Räven. Reflektionsnebulosan och hopen är inbäddade i en stor svag emissionsnebulosa som kallas Sh 2-86. Hela nebulosansområdet kallas ofta NGC 6820. Själva hopen består av 30 stjärnor med en sammanlagd skenbar magnitud på 7,1 och kan lätt ses med handkikare. M27, Hantelnebulosan, finns tre grader österut och Alfa Vulpeculae tre grader västerut.
Den öppna stjärnhopen NGC 6823 är ungefär 50 ljusår i diameter och ligger cirka 6 000 ljusår från solsystemet. Hoppens centrum bildades för ungefär två miljoner år sedan och domineras i ljusstyrka av en mängd ljusa unga blå stjärnor. Hoppens yttre delar innehåller ännu yngre stjärnor. Den utgör kärnan i stjärnhopen Vulpecula OB1.

## Galleri

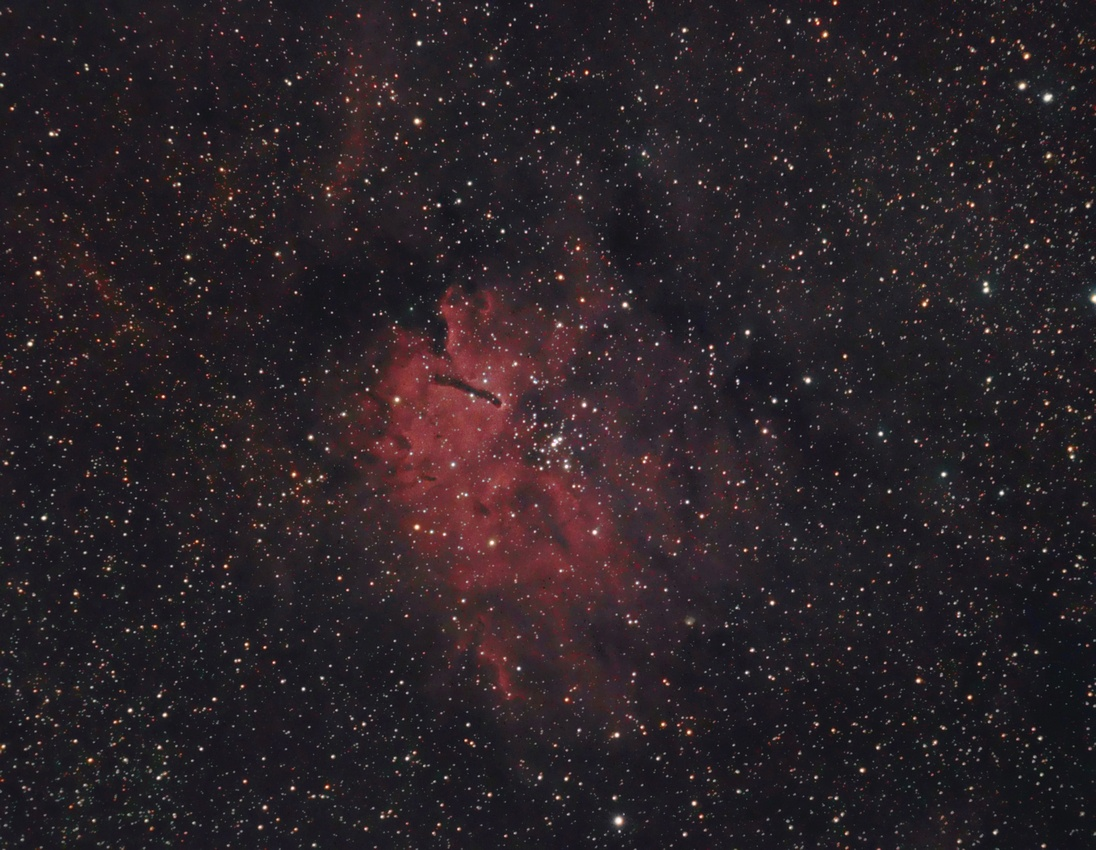
NGC 6820 och NGC 6823 – Med tillstånd av Hunter Wilson.